# Taharahaus (Bamberg)

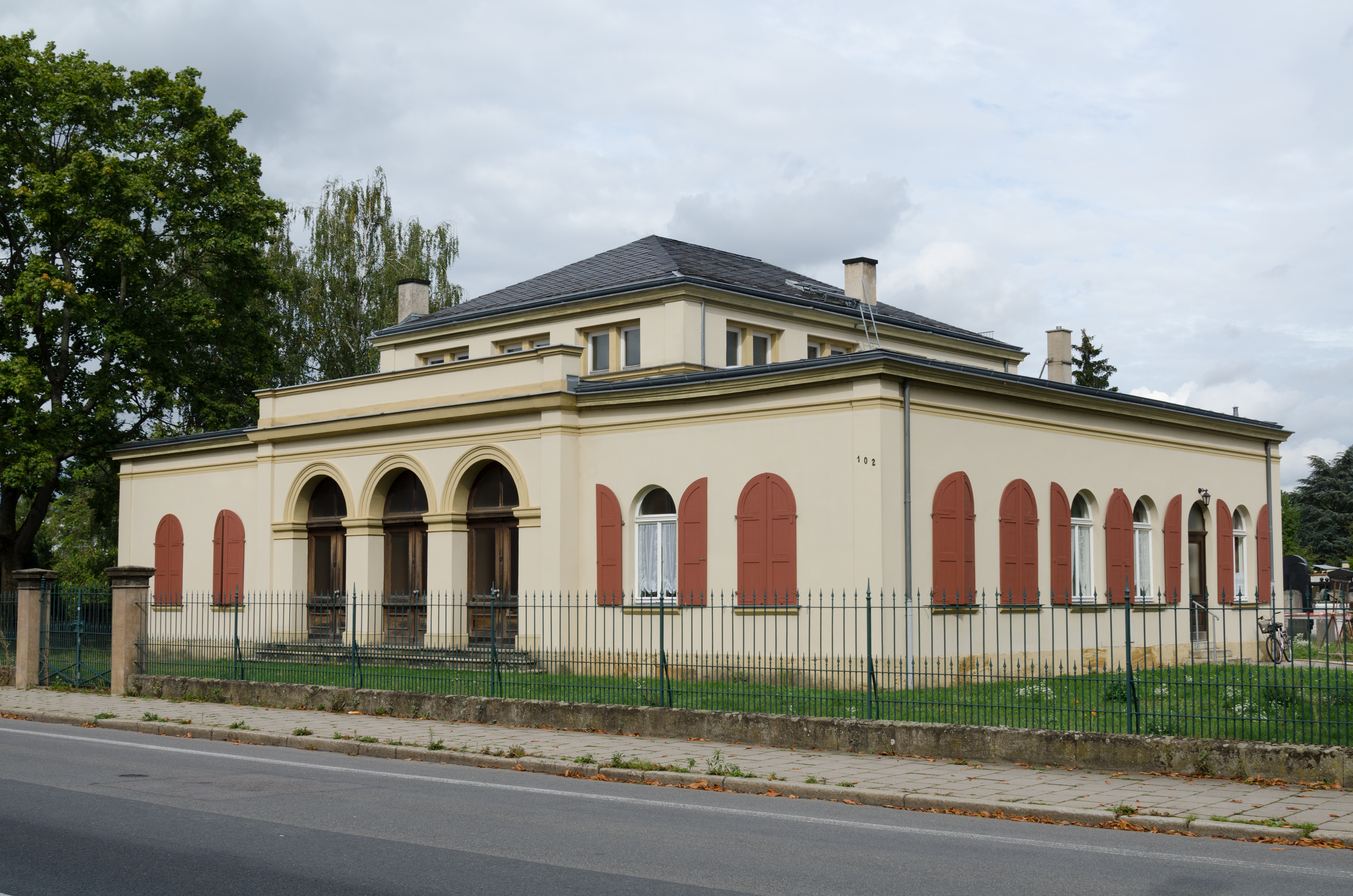
Taharahaus in Bamberg

Das Taharahaus auf dem jüdischen Friedhof in Bamberg, einer Stadt im bayerischen Regierungsbezirk Oberfranken, wurde von 1885 bis 1890 errichtet. Das Taharahaus an der Siechenstraße 102 ist ein geschütztes Baudenkmal.

## Geschichte
Das Gebäude wurde im Zweiten Weltkrieg von der Stadt an die Firma Bosch vermietet, die es als Metalllager zweckentfremdete. Nach 1945 kam das Gebäude wieder in den Besitz der jüdischen Gemeinde Bamberg. Es wurde von 1993 bis 1997 umfassend renoviert.

## Beschreibung
Der eingeschossige Massivbau über fast quadratischem Grundriss mit überhöhtem Mittelteil wurde in schlichten nachklassizistischen Formen errichtet. 